# Goodlettsville
Goodlettsville è una città compresa nelle contee di Davidson e Sumner, nello Stato del Tennessee, Stati Uniti.
Fu incorporata come città nel 1958 quando contava una popolazione di circa 3 000 residenti. Secondo il censimento dell'United States Census Bureau dell'anno 2010, la popolazione locale è salita a 15 921 unità.
Goodlettsville scelse di rimanere un comune autonomo nel 1963 quando la città di Nashville venne assimilata alla contea di Davidson. In conseguenza di ciò, la cittadina è solo parzialmente amministrata dalla giunta metropolitana di Nashville e della contea di Davidson.
A Goodlettsville è morto nel 2005 il violinista bluegrass Vassar Clements.